# DOFアダプタ
DOFアダプタ（ドフアダプタ、Depth-of-field adapter）とはデジタルビデオカメラに装着する光学的アダプタである。
ビデオカメラの小さい受光素子で撮影した際に被写界深度が深い「のっぺりした絵」になることを解消するため35ミリ写真レンズなどをスクリーンを間にはさんでビデオカメラに装着するもの。スクリーンに投影して撮影することで、シャープさや色再現性は犠牲になるものの、「35ミリフィルムで撮影した」ような被写界深度の浅い画像を得ることができる。構造上、倒立像になってしまうために、スクリーンの後にプリズムをかませて反転させたり、カメラを倒立させて撮影したり、ビデオ編集段階で修正するという対処が必要になる。
アダプタそのものは、海外の会社などから市販されている他、写真や天体望遠鏡の用品を組み合わせて作ることも容易で、自家製のアダプタを作っている愛好家も多い。24fpsで撮影できるものと組み合わせることで民生用のビデオカメラで映画風（シネライク(シネマルック)・フィルムルック・フィルマイジング）の撮影ができることから映画製作を志す若きクリエイターたちの注目を集めている。コスト的なメリットも大きいため、2007年公開の『転々』『コンナオトナノオンナノコ』や2009年にNHK総合テレビジョンで放送された『白洲次郎』などの各種作品を皮切りに、当アダプタを使用して撮影されている劇場用作品やテレビドラマも順次登場していることも少なくない。